# Faisà mostatxut gris
El faisà mostatxut gris (Crossoptilon harmani) és una espècie d'ocell de la família dels fasiànids (Phasianidae) que habita zones arbustives de muntanya, al sud del Tibet i la zona adjacent de l'Índia.
Se l'ha considerat una subespècie de Crossoptilon crossoptilon.